# Stari Skomorohî, Halîci
Stari Skomorohî (în ucraineană Старі Скоморохи) este un sat în comuna Novi Skomorohî din raionul Halîci, regiunea Ivano-Frankivsk, Ucraina.

## Demografie
Componența lingvistică a localității Stari Skomorohî
     Ucraineană (99,59%)
     Alte limbi (0,41%)
Conform recensământului din 2001, majoritatea populației localității Stari Skomorohî era vorbitoare de ucraineană (99,59%), existând în minoritate și vorbitori de alte limbi.